# Богдановское сельское поселение (Челябинская область)
Богдановское се́льское поселе́ние — муниципальное образование в Кизильском районе Челябинской области Российской Федерации. В рамках административно-территориального устройства муниципальное образование  соответствует административно-территориальной единице Богдановский сельсовет.
Административный центр — село Богдановское.

## История
Статус и границы сельского поселения установлены Законом Челябинской области от 17 сентября 2004 года № 276-ЗО «О статусе и границах Кизильского муниципального района и сельских поселений в его составе»
.

## Население
| 2002  | 2010  | 2011  | 2012  | 2013  | 2014  | 2015  |
| ----- | ----- | ----- | ----- | ----- | ----- | ----- |
| 1708  | ↘1506 | ↘1503 | ↘1457 | ↘1433 | ↘1393 | ↘1367 |
| 2016  | 2017  | 2018  | 2019  | 2020  | 2021  |       |
| ↗1379 | ↘1358 | ↘1317 | ↘1285 | ↘1238 | ↘1145 |       |

## Состав сельского поселения
| № | Населённый пункт | Тип населённого пункта       | Население |
| - | ---------------- | ---------------------------- | --------- |
| 1 | Богдановское     | село, административный центр | ↘1051     |
| 2 | Верхняя Сосновка | посёлок                      | ↘29       |
| 3 | Грязнушинский    | посёлок                      | ↘323      |
| 4 | Каменка          | посёлок                      | ↘103      |